# Großer Preis der Schweiz
Großer Preis der Schweiz, zeitweise auch Grand Prix von Bremgarten, ist der Name eines Rundstreckenrennens, das vom Automobil Club der Schweiz ausgetragen wurde. Von 1950 bis 1954 sowie 1982 war das Rennen Teil der Formel-1-Weltmeisterschaft.
Das erste Rennen wurde in der Grand-Prix-Saison 1934 auf der Bremgarten-Rundstrecke ausgetragen, bis zum Ausbruch des Zweiten Weltkriegs 1939 war der Große Preis der Schweiz Bestandteil der Rennserie. Rekordgewinner während dieser Zeit war der Deutsche Rudolf Caracciola mit drei Siegen.

Nach dem Krieg wurden zwischen 1947 und 1949 wiederum drei Läufe der Grand-Prix-Saison in Bremgarten ausgetragen; 1950 wurde das Rennen in der Schweiz als Grand Prix von Bremgarten Bestandteil der neu gegründeten Formel 1 und blieb bis 1954 im Rennkalender.
Nach dem schweren Unfall beim 24-Stunden-Rennen von Le Mans 1955, bei dem 84 Menschen ums Leben kamen, wurden Rundstreckenrennen in der gesamten Schweiz aus Sicherheitsgründen verboten, was das Ende für den Großen Preis der Schweiz bedeutete.
Dennoch fand in den Formel-1-Saisons 1975 und 1982 jeweils ein Großer Preis der Schweiz statt, beide Rennen wurden auf dem französischen Circuit de Dijon-Prenois ausgetragen. Das Rennen 1975 zählte nicht zur Weltmeisterschaft, 1982 gewann der spätere Weltmeister Keke Rosberg hier sein einziges Rennen in dieser Saison.
Am 21. März 2003 wurde in der Bundesversammlung von Ulrich Giezendanner eine parlamentarische Initiative eingereicht, Rundstreckenrennen wieder zuzulassen. Nachdem der Ständerat am 10. Juni 2009 zum zweiten Mal nicht auf das Geschäft eintrat, wurde die Initiative endgültig abgelehnt und Rundstreckenrennen bleiben in der Schweiz weiterhin verboten. Im Zentrum der Diskussion standen nicht mehr die Sicherheit, sondern umwelt- und verkehrspolitische Überlegungen.

## Ergebnisse
| Auflage | Jahr          | Strecke                       | Sieger                             | Zweiter                           | Dritter                                 | Pole-Position                     | Schnellste Runde                   |
| ------- | ------------- | ----------------------------- | ---------------------------------- | --------------------------------- | --------------------------------------- | --------------------------------- | ---------------------------------- |
| I       | 1934          | Bremgarten                    | Hans Stuck (Auto Union)            | August Momberger (Auto Union)     | René Dreyfus (Bugatti)                  | Hans Stuck (Auto Union)           | August Momberger (Auto Union)      |
| II      | 1935          | Bremgarten                    | Rudolf Caracciola (Mercedes-Benz)  | Luigi Fagioli (Mercedes-Benz)     | Bernd Rosemeyer (Auto Union)            | Achille Varzi (Auto Union)        | Rudolf Caracciola (Mercedes-Benz)  |
| III     | 1936          | Bremgarten                    | Bernd Rosemeyer (Auto Union)       | Achille Varzi (Auto Union)        | Hans Stuck (Auto Union)                 | Rudolf Caracciola (Mercedes-Benz) | Bernd Rosemeyer (Auto Union)       |
| IV      | 1937          | Bremgarten                    | Rudolf Caracciola (Mercedes-Benz)  | Hermann Lang (Mercedes-Benz)      | Manfred von Brauchitsch (Mercedes-Benz) | Rudolf Caracciola (Mercedes-Benz) | Bernd Rosemeyer (Auto Union)       |
| V       | 1938          | Bremgarten                    | Rudolf Caracciola (Mercedes-Benz)  | Richard Seaman (Mercedes-Benz)    | Manfred von Brauchitsch (Mercedes-Benz) | Richard Seaman (Mercedes-Benz)    | Richard Seaman (Mercedes-Benz)     |
| VI      | 1939          | Bremgarten                    | Hermann Lang (Mercedes-Benz)       | Rudolf Caracciola (Mercedes-Benz) | Manfred von Brauchitsch (Mercedes-Benz) | Hermann Lang (Mercedes-Benz)      | Hermann Lang (Mercedes-Benz)       |
|         | 1940 bis 1946 | kein Großer Preis der Schweiz | kein Großer Preis der Schweiz      | kein Großer Preis der Schweiz     | kein Großer Preis der Schweiz           | kein Großer Preis der Schweiz     | kein Großer Preis der Schweiz      |
| VII     | 1947          | Bremgarten                    | Jean-Pierre Wimille (Alfa Romeo)   | Achille Varzi (Alfa Romeo)        | Carlo Felice Trossi (Alfa Romeo)        | Jean-Pierre Wimille (Alfa Romeo)  | Jean-Pierre Wimille (Alfa Romeo)   |
| VIII    | 1948          | Bremgarten                    | Carlo Felice Trossi (Alfa Romeo)   | Jean-Pierre Wimille (Alfa Romeo)  | Luigi Villoresi (Maserati)              | Jean-Pierre Wimille (Alfa Romeo)  | Jean-Pierre Wimille (Alfa Romeo)   |
| IX      | 1949          | Bremgarten                    | Alberto Ascari (Ferrari)           | Luigi Villoresi (Ferrari)         | Raymond Sommer (Talbot-Lago)            | Giuseppe Farina (Maserati)        | Giuseppe Farina (Maserati)         |
| X       | 1950          | Bremgarten                    | Giuseppe Farina (Alfa Romeo)       | Luigi Fagioli (Alfa Romeo)        | Louis Rosier (Talbot-Lago)              | Juan Manuel Fangio (Alfa Romeo)   | Giuseppe Farina (Alfa Romeo)       |
| XI      | 1951          | Bremgarten                    | Juan Manuel Fangio (Alfa Romeo)    | Piero Taruffi (Ferrari)           | Giuseppe Farina (Alfa Romeo)            | Juan Manuel Fangio (Alfa Romeo)   | Juan Manuel Fangio (Alfa Romeo)    |
| XII     | 1952          | Bremgarten                    | Piero Taruffi (Ferrari)            | Rudolf Fischer (Ferrari)          | Jean Behra (Gordini)                    | Giuseppe Farina (Ferrari)         | Piero Taruffi (Ferrari)            |
| XIII    | 1953          | Bremgarten                    | Alberto Ascari (Ferrari)           | Giuseppe Farina (Ferrari)         | Mike Hawthorn (Ferrari)                 | Juan Manuel Fangio (Maserati)     | Alberto Ascari (Ferrari)           |
| XIV     | 1954          | Bremgarten                    | Juan Manuel Fangio (Mercedes-Benz) | José Froilán González (Ferrari)   | Hans Herrmann (Mercedes-Benz)           | José Froilán González (Ferrari)   | Juan Manuel Fangio (Mercedes-Benz) |
|         | 1955 bis 1974 | kein Großer Preis der Schweiz | kein Großer Preis der Schweiz      | kein Großer Preis der Schweiz     | kein Großer Preis der Schweiz           | kein Großer Preis der Schweiz     | kein Großer Preis der Schweiz      |
|         |               |                               |                                    |                                   |                                         |                                   |                                    |
| XV      | 1975          | Dijon                         | Clay Regazzoni (Ferrari)           | Patrick Depailler (Tyrrell)       | Jochen Mass (McLaren)                   | Jean-Pierre Jarier (Shadow)       | Jean-Pierre Jarier (Shadow)        |
|         | 1976 bis 1981 | kein Großer Preis der Schweiz | kein Großer Preis der Schweiz      | kein Großer Preis der Schweiz     | kein Großer Preis der Schweiz           | kein Großer Preis der Schweiz     | kein Großer Preis der Schweiz      |
| XVI     | 1982          | Dijon                         | Keke Rosberg (Williams-Ford)       | Alain Prost (Renault)             | Niki Lauda (McLaren-Ford)               | Alain Prost (Renault)             | Alain Prost (Renault)              |
|         | seit 1983     | kein Großer Preis der Schweiz | kein Großer Preis der Schweiz      | kein Großer Preis der Schweiz     | kein Großer Preis der Schweiz           | kein Großer Preis der Schweiz     | kein Großer Preis der Schweiz      |

| Legende   | Legende                                                                                              | Legende                                                     |
| Abkürzung | Klasse                                                                                               | Kommentar                                                   |
| --------- | --- | ----------------------------------------------------------- |
| F1        | Formel 1                                                                                             | Formel-1-Weltmeisterschaft ab 1950                          |
| F2        | Formel 2                                                                                             |                                                             |
| FL        | Formula libre                                                                                        | Fahrzeugklasse in der Regel vom Veranstalter ausgeschrieben |
| SW        | Sportwagen                                                                                           |                                                             |
| TW        | Tourenwagen                                                                                          |                                                             |
| GP        | Grand-Prix-Fahrzeuge                                                                                 |                                                             |
|           | ↓ Durchgehende graue Linien zeigen an, wann in der Geschichte auf einem neuen Kurs gefahren wurde. ↓ |                                                             |
|           | |                                                             |
|           | Einträge mit hellrotem Hintergrund waren keine Läufe zur Automobil- bzw. Formel-1-Weltmeisterschaft. |                                                             |
|           | Einträge mit gelbem Hintergrund waren Läufe zur Europameisterschaft.                                 |                                                             |